# Santiago Girón
Santiago Girón Fernández (La Carolina, 20 de mayo de 1963) es un guionista y dibujante de historietas y editor de libros español, afincado en El Ejido, Almería.

## Biografía
Sus primeros escarceos con el mundo de la historieta tuvieron lugar a principios de la década de los 80, al crear junto con algunos amigos el fanzine Tarsus, del que se hicieron numerosas reseñas en la prensa marginal de la época. Durante la misma década, y mientras cursaba estudios de ciencias químicas en la Facultad de Ciencias de Granada, colaboró en otras publicaciones amateur como Viñeta 6, Jarabe de Palo, Que Mal TeVeo, Toñatustra o El Olivo del Búho.
Tras terminar la carrera, y sin llegar nunca a ejercer de químico, realiza pequeños trabajos esporádicos relacionados con la publicidad, y trabaja en el Ayuntamiento de su pueblo natal, La Carolina, como animador sociocultural. Allí, junto con Manuel Solís, un antiguo compañero de Tarsus, aplica las técnicas del cómic a la cartelería y demás material gráfico de difusión para programas municipales.
A principios de los noventa, y tras el servicio militar, se traslada a Ceuta, donde consigue trabajo en la agencia de publicidad F&A, a la vez que publica en el diario Periódico de Ceuta una serie de tiras cómicas con el que sería su primer personaje con continuidad, Vicente el Vidente. Esto le llevaría a comparecer ante un juez acusado de injurias y calumnias por un político local, que se sintió ofendido por haber sido caricaturizado en dichas tiras con el apelativo de Badman —hombre malo—.
De vuelta en la península, se instala en El Ejido, provincia de Almería, donde encuentra un trabajo fijo en el Área de Servicios Sociales de su Ayuntamiento. Allí también encuentra a muchos apasionados de la historieta junto a los cuales funda el colectivo NPI, que acabaría convirtiéndose en la Asociación Cultural DIABLO. Con ellos, y con ayuda de Gabriel Martín Cuenca, publica en el año 2000 su primera novela gráfica, De perros y jabalíes, recibiendo elogios de la prensa provincial y regional, y de algunas revistas especializadas.
Eso marca el inicio del periodo más fructífero de Santiago Girón como autor. Junto con un grupo de guionistas y dibujantes de la provincia de Almería, funda la Asociación Cultural La Duna, que entre otras actividades edita una revista de cómics homónima; y sigue colaborando en proyectos relacionados con la historieta, como la web Portal El Can, el fanzine cordobés Androito Ke-Ke, o la revista granadina de humor gráfico El Batracio Amarillo.
Centrándose en su faceta de guionista, hace tándem creativo con el dibujante ejidense Fran Carmona, con el que publica dos trabajos: Horizonte azul y Operación Gorrión, con Antonio Maldonado (Desehele) y con Rafael Amat, con quien realiza varias historietas paródicas para la editorial barcelonesa FX Gràfic. Comienza también a trabajar con un antiguo conocido de su etapa jiennense, Paco Nájera, para el que escribe los guiones de los dos primeros tomos de Tartessos, la que hasta la fecha es seguramente su obra más popular.
Al poco de abandonar la serie de Tartessos, se embarca junto a Gabriel y Manuel Martín Cuenca, entre otros, en el proyecto editorial de Lagartos Editores, hasta la fecha con más de una docena de libros en el mercado. Actualmente, la revista online Exégesis reedita su tira Detective Mórtimer, mientras él compagina sus facetas de dibujante, guionista y editor con la colaboración en talleres de cómic, trabajando con profesores, padres y alumnos en la difusión del valor pedagógico de la historieta.

### Como dibujante
- Girón, Santiago (2000). De perros y jabalíes. Las Etiópicas Ediciones.
- VV.AA. (2003). Artículo 20. Astiberri. ISBN 9788495825285.
- Pimentel Siles, Manuel; Mateos Pérez, Carmen (2005). Un autobús blanco y verde. Lagartos Editores. ISBN 9788496416475. (ilustraciones)
- Picón Salvador, Emilio (2010). Amor enlutado. Lagartos Editores. ISBN 9788461349333. (ilustraciones)
- VV.AA. (2014). 13 historietas de terror ibérico. Diábolo Ediciones. ISBN 9788416217175.

### Como guionista
- Girón, Santiago; Amat, Rafa (2004). Los Vengativos 2. FX Gràfic. ISBN 9788493234362.
- Girón, Santiago; Amat, Rafa (2005). Los 4 Fanáticos. FX Gràfic. ISBN 9788493449506.
- Girón, Santiago; Carmona, Fran (2005). Horizonte azul. FX Gràfic. ISBN 9788493234379.
- Girón, Santiago; Nájera, Paco (2005). Tartessos, La ruta del estaño. Almuzara. ISBN 9788496416642.
- Girón, Santiago; Nájera, Paco (2006). Tartessos, La espada de Crisaor. Almuzara. ISBN 9788488586681.
- Girón, Santiago; Maldonado, Antonio (2007). Desehele. Asociaciones Culturales DIABLO y La Duna.
- Girón, Santiago; Pérez Giralt, Francesc Xabier (2007). Pirados del Caribe. FX Gràfic. ISBN 9788493449544.
- Girón, Santiago; Amat, Rafael (2008). Airon Man. FX Gràfic. ISBN 9788493449582.
- Girón, Santiago; Carmona, Fran (2008). Operación Gorrión. Lagartos Editores. ISBN 9788461269587.
- Girón, Santiago; Carmona, Fran (2015). La Oveja Samurái. Ominiky Ediciones. ISBN 9788494406027.
- Girón, Santiago; Carmona, Fran (2018). La Oveja Samurái: Bambú. Ominiky Ediciones. ISBN 9788494831454.
- Girón, Santiago; Maldonado, Antonio (2021). Las vacaciones del ángel de la guarda. Diablo Cómics. ISBN 9788412259155.
- Girón, Santiago; Carmona, Fran; Fernández, Juan Gabriel (Puzy); Castillo, Antonio (Tato) (2022). La Oveja Samurái: La senda del tatuador. Grafito Ediciones. ISBN 9788412009262.
- Girón, Santiago; Ortega, Alejandro (2024). Detective Mórtimer: El retorcido caso de Kris Filipino. Diablo Cómics. ISBN 9788412595031.

### Como escritor
- VV.AA. (2008). L@s chic@s fe@s también quieren bailar. Lagartos Editores. ISBN 9788461228478.
- VV.AA. (2009). Déjame salir : I antología de relatos de terror Círculo Rojo. Círculo Rojo. ISBN 9788493723521.